# 大阪府立护理大学医疗技术短期大学部
大阪府立护理大学医疗技术短期大学部（日语：／ Osakafuritsu Kango Daigaku Iryōgijutsu Tanki Daigakubu *）是过去一所位于日本大阪府羽曳野市的公立短期大学。前身是大阪府立护理短期大学（日语：／ Osakafuritsu Kango Tanki Daigaku *）。

## 概要

### 简介
- 学校最早可以追溯到1937年即大阪府立社会卫生院的创立、短期大学为于1978年开办[1]、由大阪府经营。以后招収男女学生到2004年[注 9]、停办于2006年[2]。

### 历史
- 1978年 大阪府立护理短期大学成立于大阪市住吉区。并同时设置两个学科、以下列举。
  - 第一护理学科[注 2][注 3]
  - 第二护理学科
- 1994年 改校名为大阪府立护理大学医疗技术短期大学部、五个学科成立、以下列举
  - 临床检查学科[注 2][注 4]
  - 牙科卫生学科[注 5][注 2][注 6]
  - 临床营养学科[注 2][注 4]
  - 物理治疗学科[注 7][注 2][注 3]
  - 职能治疗学科[注 8][注 2][注 3]
- 2004年 最后一年招生、次年停止招生[注 9]（正式停办于2006年3月31日[2]）。

## 学校环境
- 校区：在了大阪府羽曳野市[注 1]

## 历任校长
- 山本和男：第一代短期大学校长[3]

## 组织

### 学科
- 第二护理学科

### 前学科
| - 第一护理学科 - 临床检查学科 - 牙科卫生学科 - 临床营养学科 - 物理治疗学科 - 职能治疗学科 |

### 专科
| - 没有 |

### 业余课程
| - 没有 |

## 相关链接
- 日本短期大学列表
- 大阪府立大学工业短期大学部
- 大阪府立大学农业短期大学部
- 大阪社会事业短期大学